# Гамильтон (округ, Айова)
Га́мильтон (англ. Hamilton County) — округ в США, штате Айова. На 2000 год численность населения составляла 16 435 человек. По оценке бюро переписи населения США в 2009 году население округа составляло 15 238 человек. Окружным центром является город Уэбстер-Сити.

## История
Округ Гамильтон был сформирован 22 декабря 1856 года.

## География
Согласно данным Бюро переписи населения США площадь округа Гамильтон составляет 1493 км².

### Основные шоссе
- Федеральная автострада 35
- Шоссе 20
- Шоссе 69
- Автострада 17
- Автострада 175

### Соседние округа
- Райт (север)
- Хардин (восток)
- Стори (юго-восток)
- Бун (юго-запад)
- Уэбстер (запад)

## Климат
Согласно данным представленным Национальной метеорологической службой США в округе Гамильтон преимущественно влажный континентальный климат с жарким летом, который по системе классификации климата Кёппена, сокращённо обозначается на климатических картах аббревиатурой «DFA».

## Демография
По данным переписи населения 2000 года в округе проживало 16 435 жителей. Среди них 23,2 % составляли дети до 18 лет, 18,3 % люди возрастом более 65 лет. 50,1 % населения составляли женщины.
Национальный состав был следующим: 96,3 % белых, 0,4 % афроамериканцев, 0,3 % представителей коренных народов, 2,1 % азиатов, 2,7 % латиноамериканцев. 0,9 % населения являлись представителями двух или более рас.
Средний доход на душу населения в округе составлял $18 801. 8,8 % населения имело доход ниже прожиточного минимума. Средний доход на домохозяйство составлял $49 612.
Также 87,3 % взрослого населения имело законченное среднее образование, а 17,5 % имело высшее образование.